# Шарль Гертс
Шарль Марія Жан Гертс (фр. Charles Marie Jean Geerts, 29 жовтня 1930, Антверпен — 31 січня 2015) — бельгійський футболіст, що грав на позиції воротаря за клуб «Беєрсхот», а також національну збірну Бельгії.

## Клубна кар'єра
У футболі дебютував 1948 року виступами за команду «Беєрсхот», кольори якої і захищав протягом усієї своєї кар'єри гравця, що тривала одинадцять років. 

## Виступи за збірну
1954 року дебютував в офіційних матчах у складі національної збірної Бельгії. Протягом кар'єри у національній команді провів у її формі 1 матч.
Був присутній в заявці збірної на чемпіонаті світу 1954 року у Швейцарії, але на поле не виходив.
Помер 31 січня 2015 року на 85-му році життя.